# Сахкамінь (зупинний пункт)
Сахкамінь — пасажирський залізничний зупинний пункт Жмеринської дирекції Південно-Західної залізниці на одноколійній неелектрифікованій лінії Ярмолинці — Ларга між станціями Балин (6,7 км) та Нігин (3,5 км). Розташований в однойменному селищі Кам'янець-Подільського району Хмельницької області.

## Пасажирське сполучення
На зупинному пункті Сахкамінь зупиняються приміські поїзди сполученням Ларга — Гречани / Хмельницький.